# La Vie de palace de Zack et Cody
 (septembre 2011).
La Vie de croisière de Zack et Cody
La Vie de palace de Zack et Cody (The Suite Life of Zack & Cody) est une série télévisée - sitcom américaine en 87 épisodes de 22 minutes créée par Danny Kallis et Jim Geoghan et diffusée du 18 mars 2005 au 1er septembre 2008 sur Disney Channel. La Vie de croisière de Zack et Cody est un spin-off de la série où l'on retrouve les Jumeaux, London et M. Moseby à bord du bateau  SS Tipton.
Au Québec, elle a été diffusée sur VRAK.TV ; en Belgique, sur Disney Channel et de temps en temps sur Club RTL ; en France sur Disney Channel, sur Disney XD et sur France 3 et aussi depuis le 30 août 2009 sur la chaine NRJ 12.
La série est disponible sur Disney +, depuis le lancement de la plateforme.

## Synopsis
Des frères jumeaux, Zack et Cody Martin, âgés de douze ans, viennent vivre dans un palace de Boston appelé Le Tipton, dans lequel leur mère, Carey, travaille comme chanteuse. Les deux jeunes garçons font connaissance avec les habitants et les employés : London Tipton, la fille du richissime propriétaire ; Maddie Fitzpatrick, la vendeuse de bonbons, Esteban, le groom, Gladis, Norman, Arwin le réparateur…
Monsieur Moseby, le directeur de l'hôtel, est très gêné de voir ces deux jeunes garçons semer la pagaille dans son hôtel. C'est là que commence l'aventure des garçons…

## Distribution

### Principaux
| Personnage         | Acteur         | Voix française    |
| ------------------ | -------------- | ----------------- |
| Zack Martin        | Dylan Sprouse  | Gwenaël Sommier   |
| Cody Martin        | Cole Sprouse   | Gwenaël Sommier   |
| London Tipton      | Brenda Song    | Nathalie Bienaimé |
| Maddie Fitzpatrick | Ashley Tisdale | Céline Ronté      |
| Marion Moseby      | Phill Lewis    | Laurent Morteau   |
| Carey Martin       | Kim Rhodes     | Isabelle Ganz     |

### Récurrents
| Personnage            | Acteur                   | Voix française  | Saison(s) |
| --------------------- | ------------------------ | --------------- | --------- |
| Esteban Ramirez       | Adrian R'Mante           | Stéphane Marais | 1-3       |
| Arwin Q. Hawkhauser   | Brian Stepanek           | Ludovic Baugin  | 1-3       |
| Bob                   | Charlie Stewart          |                 | 1-3       |
| Muriel                | Estelle Harris           |                 | 1 & 3     |
| Lance Fishman         | Aaron Musicant           | Serge Faliu     | 1-3       |
| Barbara Brownstein    | Sophie Oda               | Julie Turin     | 1-3       |
| Millicent             | Kara Taitz               |                 | 3         |
| Patrick               | Patrick Bristow          |                 | 1-3       |
| Bartholomew           | Adam Tait                |                 | 2-3       |
| Norman le portier     | Anthony Acker            |                 | 1-3       |
| Janice et Jessica     | Rebecca et Camilla Rosso | Camille Donda   | 2-3       |
| Nia Moseby            | Giovonnie Samuels        |                 | 3         |
| Mary-Margaret Hendler | Monique Coleman          | Sauvane Delanoë | 1-2       |
| Corrie Wilson         | Vanessa Hudgens          | Anouck Hautbois | 2         |
| Max                   | Alyson Stoner            | Chantal Macé    | 1-2       |
| Kurt Martin           | Robert Torti             | Patrick Béthune | 1-3       |
| Irene the Concierge   | Sharon Jordan            |                 | 1-3       |
| Ilda                  | Caroline Rhea            |                 | 1-2       |

### Apparitions notables
| Acteur                | Personnage                     | Voix française   | Saison |
| --------------------- | ------------------------------ | ---------------- | ------ |
| Justin Baldoni        | Diego                          |                  | 3      |
| Cheryl Burke (en)     | Shannon                        |                  | 2      |
| Les Cheetah Girls     | Elles-mêmes                    |                  | 3      |
| Chris Brown           | lui-même                       |                  | 3      |
| Miley Cyrus           | Miley Stewart/Hannah Montana   | Camille Donda    | 2      |
| Michael Clarke Duncan | Coach Little                   |                  | 3      |
| Zac Efron             | Trevor                         | Alexandre Gillet | 2      |
| Raini Rodriguez       | Betsy                          |                  | 3      |
| Selena Gomez          | Gwen                           | Karine Foviau    | 2      |
| Tony Hawk             | lui-même                       |                  | 3      |
| Mark Indelicato       | Antonio                        |                  | 3      |
| Kathryn Joosten       | Grandma Marilyn                |                  | 2      |
| Victoria Justice      | Rebecca                        |                  | 1      |
| Nathan Kress          | Jamie                          | Jackie Berger    | 2      |
| Meaghan Jette Martin  | Stacey                         |                  | 3      |
| Jesse McCartney       | lui-même                       |                  | 1      |
| Daryl Mitchell        | Daryl                          |                  | 2      |
| Tahj Mowry            | Brandon                        |                  | 2      |
| Kathy Najimy          | Madame Militich, la principale |                  | 3      |
| Kay Panabaker         | Amber                          |                  | 3      |
| Tom Poston            | Merle                          |                  | 2      |
| Raven-Symoné          | Raven Baxter                   | Barbara Tissier  | 2      |
| Drew Seeley           | Geoffrey                       |                  | 3      |
| Kyle Massey           | Cory Baxter                    | Gwenaël Sommier  | 2      |
| Jaden Smith           | Travis                         | Valentin Maupin  | 3      |
| Mindy Sterling        | Sister Rose                    |                  | 2      |
| Daniella Monet        | Dana Wood                      | Caroline Mozzone | 3      |
| The Veronicas         | Elles-mêmes                    |                  | 2      |

Version française dirigée par Magali Barney aux studios Dubbing Brothers, d'après une adaptation des dialogues de Michel Mella, Michel Berdah et Gérard Rinaldi,.

## Épisodes

### Première saison (2005-2006)
1. Des amis très envahissants (Hotel Hangout)
2. Le concours de beauté (The Fairest of Them All)
3. Le mensonge de Maddie (Maddie Checks In)
4. Inspection au Tipton (Hotel Inspector)
5. Une photo en or (Grounded on the 23rd Floor)
6. Le prince et le plombier (The Prince & The Plunger)
7. Concours de danse (Footloser)
8. Le bal des amoureux (A Prom Story)
9. Le tremplin Rock (Band in Boston)
10. Leçon de conduite (Cody Goes to Camp)
11. Le voleur de bijoux (To Catch a Thief)
12. La chasse au trésor (It's a Mad, Mad, Mad Hotel)
13. La pauvre petite fille riche (Poor Little Rich Girl)
14. Vivre d'amour et de cookies (Cookin' with Romeo and Juillet)
15. Rumeurs (Rumors)
16. On frise le scandale (Big Hair & Baseball)
17. Une star de Rock à l'Hôtel (Rock Star in the House)
18. Echecs et Maths (Smart & Smarterer)
19. Fantôme de la chambre (The Ghost of Suite 613)
20. Papa est là ! (Dad's Back)
21. Noël au Tipton (Christmas at the Tipton)
22. Basket aux chandelles (Kisses & Basketball)
23. Concours de mode à l'Hôtel (Pilot Your Own Life)
24. Le coup de foudre (Crushed)
25. Pause publicité (Commercial Breaks)
26. Un prince à Boston (Boston Holiday)

### Deuxième saison (2006-2007)
1. Drôles de couples (Odd Couples)
2. Viva España ! (French 101)
3. La Garderie  (Day care)
4. Chef Cody (Heck's Kitchen)
5. Sauvez Tippy (Free Tippy)
6. La Nouvelle École (Forever Plaid)
7. Cody et Zack présidents ! (Election)
8. Le Grand-Frère de Moseby (Moseby's Big Brother)
9. Quel talent ! (Books & Birdhouses)
10. Nos seize ans (Not So Suite 16)
11. On voit double au Tipton ! (Twins at the Tipton)
12. Concours d'orthographe (Neither a Borrower nor a Speller Bee)
13. Le Champion de bowling  (Bowling)
14. Enfants gâtés (A Kept Man)
15. Hôtel parallèle (The Suite Smell of Excess)
16. Arwin, le champion (Going for the Gold)
17. Révolution au Tipton (Boston Tea Party)
18. Passez un bon séjour (Have a Nice Trip)
19. Courrier du cœur (Ask Zack)
20. Exemplaire unique (That's So Suite Life of Hannah Montana)
21. Adieu les soucis ! (What the Hey?)
22. Zack et Cody font du théâtre (A Midsummer's Nightmare)
23. Zack se met au japonais (Lost in Translation)
24. La Demande en mariage (Volley Dad)
25. Ça swingue au Tipton (Loosely Ballroom)
26. Le Somnambule (Scary Movie)
27. Scout toujours ! (Ah! Wilderness!)
28. Le Tipton est un nid douillet (Birdman of Boston)
29. L'Employé du mois (Nurse Zack)
30. Le Club des jumeaux (Club Twin)
31. L'Appât du gain (Risk It All)
32. Une brève histoire de poulet (Nugget of History)
33. Golf Miniature (Miniature Golf)
34. Forme et santé (Health and Fitness)
35. Match amical (Back in the Game)
36. Zack et Cody à Hollywood [1/2] (The Suite Life Goes Hollywood, Part 1)
37. Zack et Cody à Hollywood [2/2] (The Suite Life Goes Hollywood, Part 2)
38. Je veux ma momie (I Want My Mummy)
39. Test d'aptitude (Aptitude)

### Troisième saison (2007-2008)
1. Remises de diplômes (Graduation)
2. L'Été de notre déplaisir (Summer of Our Discontent)
3. Nage ou coule ! (Sink or Swim)
4. Les Supers jumeaux (Super Twins) (3e partie du parallèle Wish Gone Amiss : Cory est dans la Place/Hannah Montana/la Vie de Palace de Zack et Cody)
5. La Guerre des commis en chef (Who's the Boss?)
6. Tout le monde au boulot (Baggage)
7. Soirée pyjama de luxe (Sleepover Suite)
8. Devine qui vient dormir chez nous ce soir (The Arwin That Came to Dinner)
9. Prête-moi ta voix (Lip Syncin' in the Rain)
10. Premier jour au collège (First Day of High School)
11. Négociations au sommet (Of Clocks and Contracts)
12. Arwinstein (Arwinstein)
13. L'Équipe du Tipton (Team Tipton)
14. Sur un air de quiproquos (Orchestra)
15. Les Jumeaux emménagent (A Tale of Two Houses)
16. Tipton en ligne (Tiptonline)
17. Encore raté ! (Foiled Again)
18. Le Téléphone romantique (Romancing the Phone)
19. Un air de Zack Basketteur  (Benchwarmers)
20. En prison, suite 2330 (Doin' Time in Suite 2330)
21. La Croisière Tipton ! (Let Us Entertain You)
22. Monsieur Tipton nous rend visite (Mr. Tipton Comes to Visit)

## Diffusion internationale
| Pays / Région            | Chaîne de télévision                                   | Première diffusion                             | Titre                                                |
| ------------------------ | ------------------------------------------------------ | ---------------------------------------------- | ---------------------------------------------------- |
| Afrique du Sud           | Disney Channel                                         | 26 septembre 2006                              | The Suite Life of Zack & Cody                        |
| Allemagne                | Disney Channel Super RTL                               | 3 octobre 2005 3 juin 2007                     | Hotel Zack & Cody                                    |
| Albanie                  | Junior TV                                              | 2008                                           | Jeta ne suite e Zak dhe Kodi                         |
| Argentine                | Disney Channel Latin America                           | 12 octobre 2005                                | Zack y Cody: Gemelos en Acción                       |
| Australie                | Disney Channel Australia                               | 15 avril 2005                                  | The Suite Life of Zack & Cody                        |
| Bulgarie                 | Disney Channel                                         | 19 septembre 2009                              | Лудориите на Зак и Коди                              |
| Brésil                   | Disney Channel Latin America Disney XD                 | 12 octobre 2005                                | Zack e Cody: Gêmeos em Ação                          |
| Canada                   | Family                                                 | 3 septembre 2005                               | The Suite Life of Zack & Cody                        |
| Canada                   | VRAK.TV                                                | 27 août 2007                                   | La Vie de palace de Zack et Cody                     |
| Chili                    | Disney Channel Latin America Disney XD Canal 13        | 12 octobre 2005                                | Zack y Cody: Gemelos en Acción                       |
| Colombie                 | Disney Channel Latin America                           | 12 octobre 2005                                | Zack y Cody: Gemelos en Acción                       |
| Corée du Sud             | Disney Channel Asia                                    | Septembre 2005                                 | 잭과 코디, 우리집은 스위트 룸                        |
| Croatie                  | Hrvatska Radiotelevizija                               |                                                | Lagadni život Zacka i Codyja                         |
| Danemark                 | Disney Channel Nordic                                  | 16 septembre 2005                              | The Suite Life of Zack & Cody                        |
| Équateur                 | Disney Channel Teleamazonas                            | 20 février 2006                                | Zack y Cody: Gemelos en accion                       |
| Espagne                  | Disney Channel España Antena 3                         | 12 septembre 2005                              | Hotel dulce hotel: Las aventuras de Zack y Cody      |
| États-Unis               | Disney Channel ABC Disney XD                           | 18 mars 2005 1er septembre 2008                | The Suite Life of Zack & Cody                        |
| Finlande                 | Disney Channel Nordic                                  | 16 septembre 2005                              | The Suite Life of Zack & Cody                        |
| France                   | Disney Channel France NRJ 12 Disney XD France 3        | 23 septembre 2005                              | La vie de palace de Zack et Cody                     |
| Grèce                    | Ellinikí Radiofonía Tileórasi Disney XD Disney Channel | Novembre 2008 3 octobre 2009 7 novembre 2009   | Ζακ Και Κόντυ, Σκανδαλιές στο ξενοδοχείο             |
| Hong Kong                | Disney Channel Asia, TVB Pearl                         | Novembre 2008                                  | The Suite Life of Zack & Cody Zack & Cody 同一酒店下 |
| Hongrie                  | Disney Channel                                         | 19 septembre 2009                              | Zack és Cody élete                                   |
| Inde                     | Disney Channel India                                   | Février 2006                                   | The Suite Life of Zack & Cody                        |
| Irlande                  | Disney Channel UK & Ireland RTÉ Two Disney XD          | 7 mai 2005 Mars 2008 31 août 2009              | The Suite Life of Zack & Cody                        |
| Israël                   | Arutz HaYeladim Disney Channel                         | 25 juin 2007                                   | החיים היפים של זאק וקודי                             |
| Italie                   | Disney Channel Italia Italia 1                         | Mars 2007                                      | Zack e Cody al Grand Hotel                           |
| Ligue arabe              | Disney Channel Middle East MBC4                        | 2005                                           | The Suite Life of Zack & Cody                        |
| Malaisie                 | Disney Channel                                         | Septembre 2005                                 | The Suite Life of Zack & Cody 小查與寇弟的頂級生活   |
| Malte                    | Disney Channel UK & Ireland                            |                                                | "The Suite Life of Zack & Cody"                      |
| Mexique                  | Disney Channel Latin America                           | 12 octobre 2005                                | Zack y Cody: Gemelos en Acción                       |
| Nouvelle-Zélande         | Disney Channel Australia TV3                           | Septembre 2005                                 | The Suite Life of Zack & Cody                        |
| Norvège                  | Disney Channel Nordic                                  | 16 septembre 2005                              | The Suite Life of Zack & Cody                        |
| Pakistan                 | Disney Channel India                                   | Février 2006                                   | The suite life of Zack & Cody                        |
| Pays-Bas Région flamande | Disney XD Disney Channel                               | 1er juin 2008 3 octobre 2009                   | The Suite Life of Zack & Cody or Zack & Cody         |
| Panama                   | Disney Channel Tele7                                   | Septembre 2005 / Janvier 2007                  | Zack y Cody: Gemelos en Acción                       |
| Pérou                    | Disney Channel Latin America                           | 12 octobre 2005                                | Zack y Cody: Gemelos en Acción                       |
| Philippines              | Disney Channel Asia                                    | Septembre 2005                                 |                                                      |
| Pologne                  | Disney Channel Polska TVP 2 Disney XD                  | 2 décembre 2006 7 octobre 2008 10 janvier 2009 | Nie ma to jak hotel                                  |
| Portugal                 | Disney Channel                                         | 2005                                           | Hotel Doce Hotel: As Aventuras de Zack e Cody        |
| République dominicaine   | Disney Channel Latin America                           | 10 octobre 2005                                | Zack y Cody: Gemelos en Acción                       |
| République tchèque       | Disney Channel                                         | 19 septembre 2009                              | Sladký život Zacka a Codyho                          |
| Roumanie                 | Disney Channel                                         | 19 septembre 2009                              | Zack şi Cody, ce viaţă minunată!                     |
| Royaume-Uni              | Disney Channel UK & Ireland Disney XD ITV1/ITV         | 7 mai 2005 31 août 2009 2 octobre 2010         | The Suite Life of Zack & Cody                        |
| Russie                   | STS Disney Channel Russia                              | 9 février 2009 10 août 2010                    | Всё тип-топ, или жизнь Зака и Коди                   |
| Singapour                | Disney Channel Asia Okto                               | Septembre 2005                                 | The Suite Life of Zack & Cody 小查與寇弟的頂級生活   |
| Slovénie                 | Kanal A                                                | 15 novembre 2008                               |                                                      |
| Suède                    | Disney Channel Nordic                                  | 16 septembre 2005                              | The Suite Life of Zack & Cody                        |
| Suisse                   | SF Zwei                                                |                                                | Hotel Zack & Cody                                    |
| Trinité-et-Tobago        | CNC3 Television                                        | Novembre 2008                                  | The Suite Life of Zack & Cody                        |
| Trinité-et-Tobago        | Disney Channel                                         | 24 mars 2006                                   | The Suite Life of Zack & Cody                        |
| Taïwan                   | Disney Channel                                         | 2005                                           | 小查與寇弟的頂級生活                                 |
| Thaïlande                | Disney Channel Asia                                    | Septembre 2005                                 |                                                      |
| Turquie                  | Disney Channel Disney XD                               | 29 avril 2007 (Disney XD 2009)                 | Zack ve Cody'nin Lüks Yaşamı                         |
| Venezuela                | Disney Channel Latin America Venevisión                | Octobre 2005 Mai-juin 2008                     | Zack y Cody: Gemelos en Acción                       |
| Viêt Nam                 | Disney Channel Asia                                    | Septembre 2005                                 | Cuộc sống thượng hạng của Zack và Cody               |
| Viêt Nam                 | VTC9                                                   | 23 avril 2010                                  | Hai cậu nhóc thượng lưu                              |

Disney Channel India a décliné la série La Vie de palace de Zack et Cody en version indienne sous le nom The Suite Life of Karan and Kabir

## Clin d'oeil
Le personnage de London Tipton est inspiré de Paris Hilton. Comme elle, elle est la fille du riche propriétaire de l'hôtel, qui en possède d'autres dans le monde. De plus, toutes deux portent des prénoms qui sont des noms de villes (Paris et Londres en anglais) et ont des noms de famille aux consonnances proches.
Paris Hilton s'est dite "flattée" que le personnage soit inspiré d'elle. Elle a prénommé sa fille London, mais a affirmé que cela n'avait aucun rapport avec la série.

## Adaptations
La Vie de palace de Zack et Cody a fait l'objet de deux adaptations en jeu vidéo :
- 2006 : The Suite Life of Zack and Cody: Tipton Caper (Nintendo DS)
- 2007 : The Suite Life of Zack and Cody: Circle of Spies (Nintendo DS)

## Spin-off
Cette série est suivie par La Vie de croisière de Zack et Cody.